# Шаква (Лысьвенский городской округ)
Шаква — посёлок в Пермском крае России. Входит в Лысьвенский городской округ.

## Географическое положение
Посёлок расположен в южной части Лысьвенского городского округа на расстоянии примерно 26 километров по прямой на юго-запад от города Лысьва на автомобильной дороге Кунгур-Соликамск.

## История
Посёлок лесозаготовителей возник в 1935 году, но до этого на его месте уже было поселение с 4 дворами и 10 жителями. В 1995 году работа лесопункта прекратилась, начался процесс сокращения населения. 
С 2004 до 2011 года посёлок входил в Новорождественское сельское поселение Лысьвенского муниципального района.

## Население
| 2010 |
| ---- |
| 235  |

Постоянное население составляло 343 человека (81 % русские) в 2002 году, 235 человек в 2010 году.

## Климат
Климат умеренно континентальный. Среднегодовая температура воздуха равна: +1,7 °C; продолжительность безморозного периода: 165 дней; средняя мощность снегового покрова: 50 см; средняя глубина промерзания почвы: 123 см. Устойчивый снежный покров сохраняется с первой декады ноября по последнюю декаду апреля. Средняя продолжительность снежного покрова 160—170 дней. Средняя из наибольших декадных высот снежного покрова за зиму — 50 см. Средняя максимальная температура самого жаркого месяца: +24,4 °C. Средняя температура самого холодного месяца: −17,4 °C.